# Falling Deeper
Falling Deeper è la quarta raccolta del gruppo musicale britannico Anathema, pubblicata il 5 settembre 2011 dalla Kscope.

## Descrizione
Come la precedente raccolta Hindsight del 2008, anche questa pubblicazione contiene nuove registrazioni di brani del passato degli Anathema, ma arrangiate in chiave orchestrale.

## Tracce
1. Crestfallen – 3:07
2. Sleep in Sanity – 3:54
3. Kingdom – 4:28
4. They Die – 2:11
5. Everwake – 3:09
6. J'ai fait une promesse – 4:24
7. ...Alone – 7:17
8. We, the Gods – 3:03
9. Sunset of Age – 7:41

## Formazione
Gruppo
- Vincent Cavanagh – voce, chitarra, tastiera
- Lee Douglas – voce
- Daniel Cavanagh – chitarra
- Jamie Cavanagh – basso
- John Douglas – batteria

Altri musicisti
- Dave Stewart – arrangiamento strumenti ad arco
- London Session Orchestra – strumenti ad arco
- Anneke van Giersbergen – voce (tracce 5 e 7)

Produzione
- Daniel Cavanagh, Vincent Cavanagh – produzione
- Andrea Wright – registrazione, missaggio
- Jon Astley – mastering